# Jonathan Carroll
Jonathan Samuel Carroll (New York, 26 januari 1949) is een Amerikaanse schrijver van speculatieve fictie waarin hij vaak een aantal genres vermengt, zoals sciencefiction, fantasy, horror en magisch realisme. Hij won onder meer een World Fantasy Award, een British Fantasy Award en een Bram Stoker Award.

## Biografisch
Carroll werd geboren als zoon van scenarioschrijver Sidney Carroll en toneelactrice en tekstdichter June Carroll, als halfbroer van componist Steve Reich. Hij studeerde aan de Rutgers University en verhuisde na zijn trouwen naar Oostenrijk. Hier werd hij literatuurdocent aan de internationale school in Wenen.
Carroll debuteerde in 1980 als auteur met The Land of Laughs. Dit is een in eerste aanleg realistisch verhaal over een leraar die onderzoek doet naar het leven van een kinderboekenschrijver over wie hij een biografie wil schrijven. Vervolgens doen stukjes fantasy hun intrede. De leraar gaat zich na verloop van tijd afvragen of de schrijver simpelweg verslag deed van deze buitengewone elementen of dat hij ze door zijn verhalen deed ontstaan. Carroll gebruikt eenzelfde opzet ook in andere boeken, waarin realisme door elkaar loopt met fictieve elementen zonder fantasywerelden te creëren. Hij gebruikt ook regelmatig pratende dieren en onbetrouwbare vertellers.
Carroll bracht in 1987 Bones of the Moon uit, het eerste deel van zijn Answered Prayers-serie. Ondanks de groepsnaam bestaat die niet uit verhalen die elkaar opvolgen. De delen staan wel met elkaar in verbinding. Carrol won in 1988 een World Fantasy Award voor zijn korte verhaal Friend's Best Man. Dit werd later ook opgenomen in zijn verhalenbundel The Panic Hand, waarvoor hij een Bram Stoker Award kreeg. Carroll won een British Fantasy Award voor het vierde deel van zijn Answered Prayers-serie, Outside the Dog Museum. Hierin huurt een schatrijke sultan een opportunistische architect in om een peperduur museum voor honden te bouwen, van wie hij gelooft dat het magische beschermers zijn.
Na het afronden van de Answered Prayers-serie schreef Crane in vijf jaar de Crane's View-trilogie.

### Boeken

#### Losstaand
- 1980 - The Land of Laughs
- 1983 - Voice of Our Shadow
- 2002 - White Apples
- 2005 - Glass Soup
- 2006 - Oko Dnia
- 2008 - The Ghost in Love
- 2014 - Bathing the Lion
- 2019 - Mr. Breakfast

#### Answered Prayers-serie
- 1987 - Bones of the Moon
- 1988 - Sleeping in Flame
- 1989 - A Child Across the Sky
- 1991 - Outside the Dog Museum (British Fantasy Award)
- 1992 - After Silence
- 1994 - From the Teeth of Angels

#### Crane's View-trilogie
- 1997 - Kissing The Beehive
- 2000 - The Marriage of Sticks
- 2001 - The Wooden Sea

### Novelles
- 1990 - Black Cocktail
- 1992 - The Discovery of Running Bare
- 2000 - The Heidelberg Cylinder
- 2015 - Teaching the Dog to Read

### Verhalenbundels
- 1989 - Die Panische Hand (Duitstalig)
- 1995 - The Panic Hand (Engelstalige uitbreiding van Die Panische Hand, Bram Stoker Award)
- 2012 - The Woman Who Married A Cloud: Collected Stories